# Grégoire Demoustier

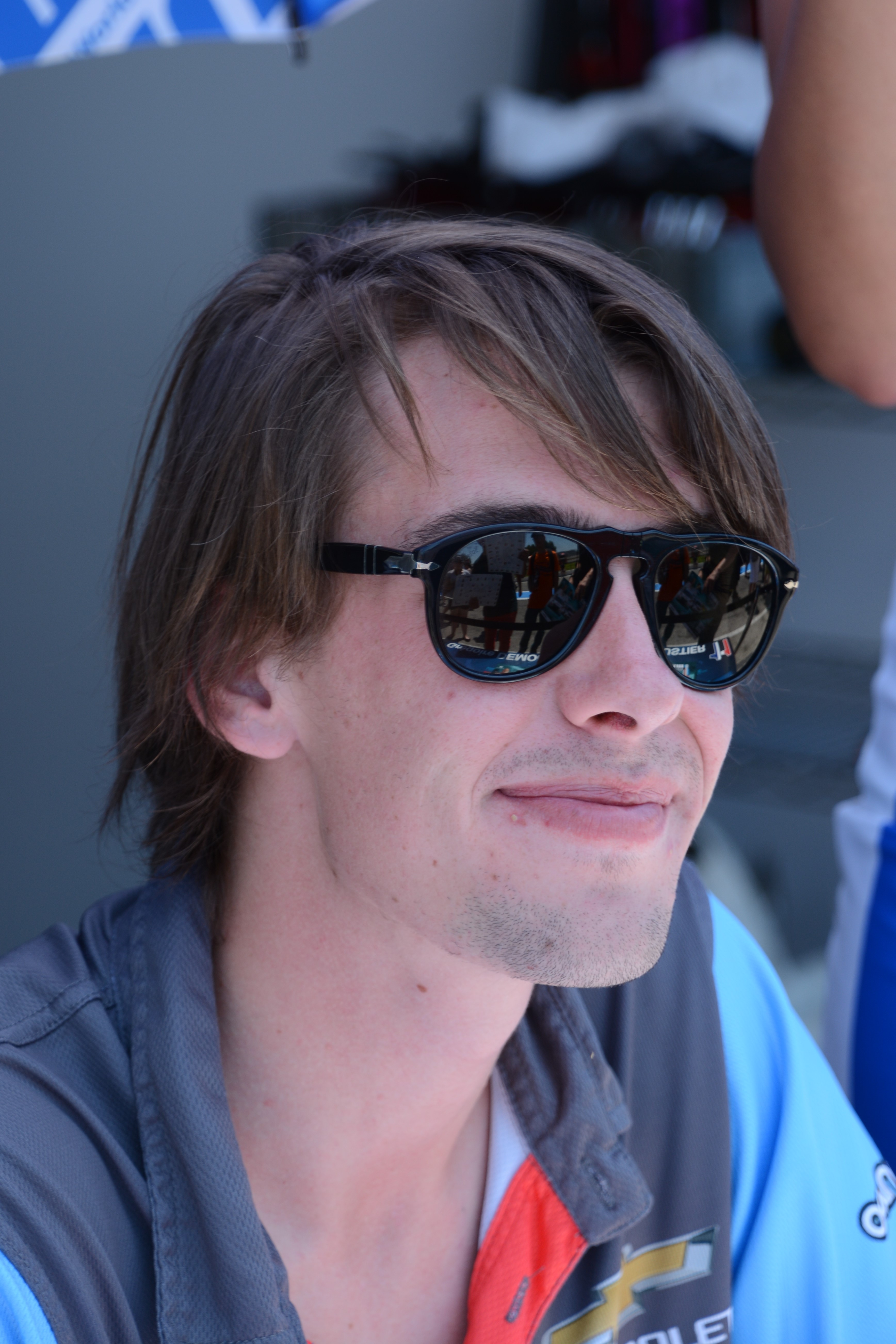
Grégoire Demoustier

Grégoire Demoustier (* 26. Januar 1991 in Villeneuve-d’Ascq) ist ein französischer Automobilrennfahrer. Er startete 2015 in der Tourenwagen-Weltmeisterschaft (WTCC).

## Karriere
Demoustier begann seine Motorsportkarriere 2008 im GT-Sport. Er startete zunächst im THS Spider Cup sowie in der MitJet Series. 2009 wechselte Demoustier in den Formelsport und startete für Räikkönen Robertson Racing in der europäischen Formel BMW. Er ließ das Saisonfinale auf und wurde 22. in der Fahrerwertung. Darüber hinaus nahm er an einem Rennwochenende der westeuropäischen Formel Renault teil.
2010 kehrte Demoustier in den GT-Sport zurück und wurde 21. in der französischen GT-Meisterschaft. Darüber hinaus nahm er an vier Veranstaltungen der FIA-GT3-Europameisterschaft teil. 2011 war Demoustier sowohl im Formel-, als auch im GT-Sport aktiv. Für Tech 1 Racing startete er zu einigen Rennen der alpinen Formel Renault sowie im Formel Renault 2.0 Eurocup. Außerdem absolvierte er Testfahrten in der GP3-Serie. Im GT-Sport nahm Demoustier 2011 für Graff Racing an vier von sechs Veranstaltungen der FIA-GT3-Europameisterschaft teil. Dabei beendete er zusammen mit Mike Parisy ein Rennen auf dem dritten Platz. In der Europameisterschaft wurde er 18. Außerdem ging er bei einem Rennen der Blancpain Endurance Series an den Start. Zusätzlich absolvierte er vier Gaststarts in der französischen GT-Meisterschaft, von denen er eins gewann.
2012 erhielt Demoustier ein Cockpit bei Hexis Racing, die mit McLaren zusammenarbeiteten, in der FIA-GT1-Weltmeisterschaft. Zusammen mit Álvaro Parente erreichte er vier Podest-Platzierungen und den elften Gesamtrang. Außerdem fuhr Demoustier für ART Grand Prix in der Blancpain Endurance Series und gewann dabei einmal zusammen mit Duncan Tappy die Pro-Am-Klasse, die die beiden auf dem fünften Platz abschlossen. Darüber hinaus nahm er erneut an der französischen GT-Meisterschaft teil und belegte dabei mit zwei Siegen den 13. Gesamtrang. 2013 trat Demoustier für ART Grand Prix in der Blancpain Endurance Series an. Darüber hinaus trat er zu zwei Veranstaltungen der FIA-GT-Serie 2013 an, einmal als Gaststarter, einmal als regulärer Fahrer. Außerdem fuhr er in den nationalen GT-Meisterschaften Frankreichs und Großbritanniens. Dabei gelang ihm ein Sieg in der französischen, in der er auf dem sechsten Platz lag. 2014 blieb Demoustier erneut bei ART Grand Prix in der Blancpain Endurance Series. Zusammen mit seinem Teamkollegen Parente gewann er ein Rennen und wurde zusammen mit ihm Gesamtsiebter der Pro-Wertung. Darüber hinaus fuhr er für ART Grand Prix in der GTC-Klasse der European Le Mans Series (ELMS). Dabei schloss er die Wertung auf dem fünften Platz ab. GT-Sprintrennen bestritt Demoustier 2014 nur in der französischen GT-Meisterschaft, in der er den 20. Gesamtrang erreichte.
2015 wechselte Demoustier in den Tourenwagensport zu Craft Bamboo in die Tourenwagen-Weltmeisterschaft (WTCC). Mit einem neunten Platz als bestem Ergebnis wurde er 20. in der Fahrerweltmeisterschaft.

## Statistik

### Karrierestationen
| - 2008: THS Spider Cup (Platz 17) - 2008: MitJet Series - 2009: Europäische Formel BMW (Platz 24) - 2009: Westeuropäische Formel Renault - 2010: Französische GT-Meisterschaft (Platz 21) - 2010: FIA-GT3-Europameisterschaft (Platz 29) - 2011: Formel Renault 2.0 Eurocup (Platz 42) | - 2011: Alpine Formel Renault (Platz 23) - 2011: FIA-GT3-Europameisterschaft (Platz 18) - 2011: Blancpain Endurance Series, Pro (Platz 20) - 2012: FIA-GT1-Weltmeisterschaft (Platz 11) - 2012: Blancpain Endurance Series, Pro-Am (Platz 5) - 2012: Französische GT-Meisterschaft (Platz 13) - 2013: Blancpain Endurance Series, Pro-Am (Platz 26) | - 2013: FIA-GT-Serie, Pro - 2013: Französische GT-Meisterschaft (Platz 6) - 2013: Britische GT-Meisterschaft, GT3 (Platz 13) - 2014: Blancpain Endurance Series, Pro (Platz 7) - 2014: ELMS, GTC (Platz 5) - 2014: Französische GT-Meisterschaft (Platz 20) - 2015: WTCC (Platz 20) |

### Einzelergebnisse in der Tourenwagen-Weltmeisterschaft (WTCC)
| Jahr | Team         | 1   | 2   | 3   | 4   | 5   | 6   | 7   | 8   | 9   | 10  | 11  | 12  | 13  | 14  | 15  | 16  | 17  | 18  | 19  | 20  | 21  | 22  | 23  | 24  | Punkte | Rang |
| ---- | ------------ | --- | --- | --- | --- | --- | --- | --- | --- | --- | --- | --- | --- | --- | --- | --- | --- | --- | --- | --- | --- | --- | --- | --- | --- | ------ | ---- |
| 2015 | Craft Bamboo | ARG | ARG | MAR | MAR | HUN | HUN | GER | GER | RUS | RUS | SLK | SLK | FRA | FRA | PRT | PRT | JPN | JPN | CHN | CHN | THA | THA | QAT | QAT | 5      | 20.  |
| 2015 | Craft Bamboo | 12  | 10  | DNF | DNF | 12  | 10  | 13  | 12  | 15  | 13  | DNF | 13  | 13  | 14  | 16  | 12  | 12  | 13  | DNF | 12  | 9   | 10  | 18* | 11  | 5      | 20.  |

Legende
| Legende  | Legende            | Legende                                                          |
| Farbe    | Abkürzung          | Bedeutung                                                        |
| -------- | ------------------ | ---------------------------------------------------------------- |
| Gold     | –                  | Sieg                                                             |
| Silber   | –                  | 2. Platz                                                         |
| Bronze   | –                  | 3. Platz                                                         |
| Grün     | –                  | Platzierung in den Punkten                                       |
| Blau     | –                  | Klassifiziert außerhalb der Punkteränge                          |
| Violett  | DNF                | Rennen nicht beendet (did not finish)                            |
| Violett  | NC                 | nicht klassifiziert (not classified)                             |
| Rot      | DNQ                | nicht qualifiziert (did not qualify)                             |
| Rot      | DNPQ               | in Vorqualifikation gescheitert (did not pre-qualify)            |
| Schwarz  | DSQ                | disqualifiziert (disqualified)                                   |
| Weiß     | DNS                | nicht am Start (did not start)                                   |
| Weiß     | WD                 | zurückgezogen (withdrawn)                                        |
| Hellblau | PO                 | nur am Training teilgenommen (practiced only)                    |
| Hellblau | TD                 | Freitags-Testfahrer (test driver)                                |
| ohne     | DNP                | nicht am Training teilgenommen (did not practice)                |
| ohne     | INJ                | verletzt oder krank (injured)                                    |
| ohne     | EX                 | ausgeschlossen (excluded)                                        |
| ohne     | DNA                | nicht erschienen (did not arrive)                                |
| ohne     | C                  | Rennen abgesagt (cancelled)                                      |
| ohne     | keine WM-Teilnahme |                                                                  |
| sonstige | P/fett             | Pole-Position                                                    |
| sonstige | 1/2/3/4/5/6/7/8    | Punktplatzierung im Sprint-/Qualifikationsrennen                 |
| sonstige | SR/kursiv          | Schnellste Rennrunde                                             |
| sonstige | *                  | nicht im Ziel, aufgrund der zurückgelegten Distanz aber gewertet |
| sonstige | ()                 | Streichresultate                                                 |
| sonstige | unterstrichen      | Führender in der Gesamtwertung                                   |

- 1: Erster im Qualifying, 2: Zweiter im Qualifying,...